# Zénauva
Zénauva (Tsenàvoua  en patois fribourgeois) est une localité et une ancienne commune suisse du canton de Fribourg, située dans le district de la Sarine.

## Population et société

### Surnom
Les habitants de la localité sont surnommés lè Lètse-Pila, soit les lèche-casserole en patois fribourgeois.

## Histoire
Tout d'abord propriété de l'abbaye d'Hauterive le village, situé au pied du Cousimbert, fait partie, depuis le XVe siècle, des Anciennes Terres avant d'être inclut dans le district de La Roche en 1798, puis dans le district de Fribourg dès 1803 avant d'être érigé en commune en 1848. Sur le plan spirituel, le village dépend de la paroisse d'Ependes jusqu'en 1644, puis de celle de Praroman.
Zénauva a fusionné le 1er janvier 2003 avec ses voisines de Bonnefontaine, Essert, Montévraz, Oberried et Praroman pour former la nouvelle commune de Le Mouret.